# Troglopedetes distinctus
Troglopedetes distinctus is een springstaartensoort uit de familie van de Paronellidae. De wetenschappelijke naam van de soort is voor het eerst geldig gepubliceerd in 1942 door Absolon & Kseneman.